# (2445) Blazhko
(2445) Blazhko es un asteroide perteneciente al cinturón de asteroides descubierto el 3 de octubre de 1935 por Pelagueya Fiodórovna Shain desde el observatorio de Simeiz en Crimea.
Está nombrado en honor de Serguéi Nikoláievich Blazhko (1870-1956), director del Antiguo Observatorio de Moscú de 1920 a 1931.